# Lauenburg an der Elbe
Lauenburg/Elbe är en stad i det nordtyska förbundslandet Schleswig-Holstein. Staden är belägen på den norra stranden av floden Elbe, 35 kilometer öster om Hamburg, och är den sydligaste staden i Schleswig-Holstein, belägen nära den punkt där förbundslandsgränserna mot Mecklenburg-Vorpommern och Niedersachsen möts.

## Namn
Namnet Lauenburg uppstod ur "Polabenburg", den borg som Bernhard III av Sachsen lät uppföra här på de västslaviska polabernas område vid Elbe omkring 1182. Staden och hertigdömet Sachsen-Lauenburg fick därefter sitt namn från borgen.

## Historia
Lauenburg fick sina stadsrättigheter senast 1260, då Lauenburg omnämns som stad i ett dokument. Året 1260 högtidlighålls därför och staden firade sitt 700-årsjubileum 1960.
Nyare forskning av Wichmann von Meding antyder att orten kan ha grundats redan 1209 under danskt styre. Under Knut VI kunde Danmark lägga under sig grevskapen Holstein och Ratzeburg och 1199 även Lauenburg, som tidigare kontrollerats av huset Welf. I äldre källor framgår att hertig Albrekt I av Sachsen efter sin seger i slaget vid Bornhöft 1227 velat anlägga en stad under borgen Lauenburg, och 1243 omnämns för första gången en kyrkoherde i stadens kyrka. 
Fram till 1689 var staden och det område som idag huvudsakligen utgör Kreis Herzogtum Lauenburg del av hertigdömet Sachsen-Lauenburg. Här fanns en viktig handelspunkt där Stecknitzkanalen mötte floden Elbe, och i närheten korsade också den gamla salthandelsvägen Elbe fyra kilometer västerut. År 1635 grundades stadens skepparbrödraskap, som fortfarande existerar och firar Schipperhöge med att tåga genom staden varje år i januari. Lauenburgs skyttegille grundades 1666 och existerar också fortfarande.

## Vänorter
Lauenburg har fyra vänorter:
- Dudelange, i Luxemburg  (sedan 1958)
- Manom, i Frankrike (sedan 1958)
- Boizenburg i Tyskland (sedan 1990)
- Lębork, i Polen (sedan 2001)